# Faubourg d'Amiens British Cemetery, The Arras Mémorial And The Flying Services Mémorial
Pour un article plus général, voir Sites funéraires et mémoriels de la Première Guerre mondiale (Front Ouest).
Le cimetière Faubourg d'Amiens British Cemetery, The Arras Mémorial And The Flying Services Mémorial est un cimetière et un mémorial de la Première Guerre mondiale situé à Arras dans le département français du Pas-de-Calais.

## Histoire
Au printemps 1916 les Français ont remis Arras aux forces du Commonwealth. C'est dans cette ville qu'a été développé un système de tunnels utilisés pour la préparation de la grande offensive prévu en avril 1917. Le cimetière fut commencé en mars 1916, derrière le cimetière français mis en place plus tôt. Il a été utilisé jusqu'à la fin des combats en novembre 1918. Le cimetière a été agrandi après l'armistice lorsque des charniers et deux petits cimetières des environs ont été acheminés dans celui-ci. Les tombes françaises ont été regroupées dans un autre cimetière, et l'emplacement a été utilisé pour y construire le mémorial.
Le Arras Mémorial célèbre la mémoire de près de 35 000 militaires du Commonwealth tombés dans le secteur d'Arras entre le printemps 1916 et le 7 août 1918, victoire de l'offensive qui fera reculer les Allemands jusqu'à Cambrai.
Le Arras Flying Services Mémorial célèbre la mémoire de plus de 1 000 aviateurs de la Royal Naval Air Service, le Royal Flying Corps et la Royal Air Force tués sur le front ouest.
En septembre 2023, le cimetière fait partie des 139 sites mémoriels et funéraires de la Première Guerre mondiale inscrits au patrimoine mondial lors de la 45e session du Comité du patrimoine mondial.

## Victimes
| Pays             | Victimes |
| ---------------- | -------- |
| Royaume-Uni      | 2 402    |
| Canada           | 153      |
| Nouvelle-Zélande | 26       |
| Afrique du Sud   | 60       |
| Inde             | 9        |
| France           | 1        |
| Allemagne        | 28       |
| Total            | 2 679    |